# The Broadway Melody
The Broadway Melody ist eines der ersten Tonfilm-Musicals, das seine Premiere am 1. Februar 1929 feierte.
Herausgebracht wurde der Film von Metro-Goldwyn-Mayer, jenem Filmstudio, das sich im Laufe der 1930er Jahre zur erfolgreichsten Produktionsfirma für Filme dieses Genres entwickeln sollte. Das Drehbuch, das auf einer Story von Edmund Goulding basiert, wurde von Norman Houston und James Gleason geschrieben. Regie führte Harry Beaumont.
Die Songs wurden zum größten Teil von Nacio Herb Brown (Musik) und Arthur Freed (Liedtexte) verfasst. Der Klassiker „Give My Regards to Broadway“, der auch im Vorspann des Films zu hören ist, wurde von George M. Cohan komponiert; ein weiterer Song stammt von Willard Robison.

## Handlung
Die Mahoney-Schwestern Queenie und Hank ziehen aus der Kleinstadt nach New York, um dort als Tänzerinnen Karriere zu machen. Die ältere Schwester Hank gilt als sehr geschäftstüchtig, während Queenie für ihre Schönheit gefeiert wird. Hanks Verlobter Eddie hat die ambitionierten Schwestern nach New York geholt und am Theater vorgestellt. Sie sollen zu seinem Lied „Broadway Melody“ tanzen. Die Vorführung vor dem Produzenten misslingt, da eine Konkurrentin den Akt sabotiert. Queenie wird jedoch eingestellt, als eine Schauspielerin kurzfristig vertreten werden muss. Auf ihre Bitte hin wird auch Hank eingestellt. Eddie verliebt sich in Queenie. Aus Loyalität zu ihrer Schwester versucht Queenie mit aller Macht, sich Eddies Avancen zu widersetzen. Sie beginnt eine Liebelei mit dem als Weiberhelden berüchtigten Millionär Jacques Warriner, der sie auf der Bühne gesehen hat und ihr teure Geschenke sowie viele Versprechungen macht.
Queenie ist hin- und hergerissen zwischen der Verlockung des Reichtums einerseits und fehlenden Gefühlen für Warriner andererseits, da sie insgeheim Eddie liebt, was sie ihm eines Tages doch gesteht. Eddie und Hank lehnen die Beziehung zu Jacques ab. Schließlich eröffnet Hank Eddie, dass sie von seiner Liebe zu Queenie weiß und rät ihm für seine Liebe zu kämpfen. Daraufhin sucht er Queenie auf. Er kommt gerade hinzu, als Jacques beginnt zudringlich zu werden. Jacques schlägt Eddie, woraufhin Queenie die Beziehung beendet und sich Eddie zuwendet. Am Ende heiraten Eddie und Queenie, und sie zieht sich als frischgebackene Ehefrau aus dem Showgeschäft zurück. Hank bleibt jedoch beim Tanzen und findet eine Ersatzpartnerin für ihre Show – ihre neue Partnerin hatte jedoch einst die Vorführung von Queenie und Hank sabotiert. Ob Hank trotzdem ihr Glück finden wird, bleibt offen.

## Hintergrund
Da viele Kinos zu dieser Zeit noch kein bzw. nur unzureichendes Tonfilm-Equipment besaßen, wurde 1929 auch eine Stummfilm-Version herausgegeben.
Der Film war kommerziell äußerst erfolgreich. Er setzte neue Maßstäbe und gilt heute als erstes abendfüllendes Tonfilm-Musical.
In Österreich kam der Film im Jahr 1930 unter dem Titel Broadway-Melodie in den Verleih.

## Auszeichnungen
Der Film erhielt 1930 einen Oscar als Bester Film.